# Fokker D.V
El Fokker D.V, también designado por el fabricante como Fokker M.22, fue un avión de caza biplano alemán de la Primera Guerra Mundial.

## Diseño y desarrollo
Después del decepcionante resultado de su D.I a través del D.IV, Fokker decidió producir un diseño  rotativo más pequeño y liviano. El nuevo prototipo, designado por el fabricante M.21, fue un desarrollo del caza M.17' anterior que Fokker había producido para el Servicio Aéreo Austro-Húngaro. El M.21 presentó un ala superior arrastrada hacia atrás para mejorar la vista del piloto.
Fokker estaba entusiasmado con el nuevo avión, que era altamente maniobrable. Después de la adición de una cubierta modificada y largueros a lo largo de los lados del fuselaje, la aeronave fue designada M.22. En octubre de 1916, Idflieg ordenó la producción del M.22 como D.V.

## Historial operacional
Las entregas comenzaron en enero de 1917. Debido a la baja compresión del Oberursel IU, el DV ofreció un rendimiento pobre en comparación con los cazas  Albatros. El DV tuvo poco servicio activo y la mayoría de los aviones fueron relegados a escuelas de entrenamiento de combate. Cuando el Fokker Dr.I entró en servicio a fines de 1917, se enviaron pequeños números de aviones DV a los escuadrones para usarlos como instructores de conversión.
La producción del DV arrojó un total de 216 aviones.

## Especificaciones

### Características generales
- Tripulación: una persona
- Longitud: 6.05 m (19 pies 10 pulg.)
- Envergadura: 8.75 m (28 pies 9 pulg.)
- Altura: 2.30 m (7 pies 6 pulg.)
- Área del ala: 15.5 m² (167 pies² )
- Peso en vacío: 363 kg (800 lb)
- Peso bruto: 566 kg (1248 lb)
- Central de potencia: 1 motor Oberursel UI rotativo, de 82 kW (110 CV)

### Actuación
- Velocidad máxima: 170 km / h (106 mph)
- Rango: 240 km (149 millas)
- Techo de servicio: 3900 m (12 795 ft)
- Velocidad ascensional: 2,6 m/s (520 ft/min)

### Armamento
1 x 7.92 mm (.312 in) LMG 08/15 ametralladora